# Amor International 1994
Die Amor International 1994 im Badminton fanden vom 6. bis zum 8. Mai 1994 in Groningen statt. 

## Sieger und Platzierte
| Disziplin    | Gold                             | Silber                          | Bronze                                |
| ------------ | -------------------------------- | ------------------------------- | ------------------------------------- |
| Herreneinzel | Jeroen van Dijk                  | Joris van Soerland              | Hannes Fuchs                          |
| Herreneinzel | Jeroen van Dijk                  | Joris van Soerland              | Dharma Gunawi                         |
| Dameneinzel  | Irina Serova                     | Monique Hoogland                | Anne Søndergaard                      |
| Dameneinzel  | Irina Serova                     | Monique Hoogland                | Lotta Andersson                       |
| Herrendoppel | Lars Pedersen Johnny Sørensen    | Ruud Kuijten Joris van Soerland | Torben Jensen Jesper Larsen           |
| Herrendoppel | Lars Pedersen Johnny Sørensen    | Ruud Kuijten Joris van Soerland | Peter Gade Martin Lundgaard Hansen    |
| Damendoppel  | Ann Jørgensen Majken Vange       | Charlotte Madsen Rikke Olsen    | Rikke Broen Anne Søndergaard          |
| Damendoppel  | Ann Jørgensen Majken Vange       | Charlotte Madsen Rikke Olsen    | Nicole van Hooren Georgy van Soerland |
| Mixed        | Ron Michels Erica van den Heuvel | Janek Roos Charlotte Madsen     | Quinten van Dalm Nicole van Hooren    |
| Mixed        | Ron Michels Erica van den Heuvel | Janek Roos Charlotte Madsen     | Lars Pedersen Rikke Olsen             |